# Hadena gedrensis
Hadena gedrensis là một loài bướm đêm trong họ Noctuidae.